# EBay
 Ovo je glavno značenje pojma EBay. Za singl Weird Ala Yankovica pogledajte eBay (pjesma).
eBay pruža online uslugu aukcijske kupnje i prodaje. Osim originalne i glavne web stranice u SAD-u, eBay je osnovao svoje stranice u mnogim drugim zemljama kao što su: Australija, Austrija, Belgija, Kanada, Francuska, Njemačka, Irska, Indija, Italija, Poljska, Velika Britanija, Španjolska, Meksiko, Švicarska, Brazil, Japan.

## Povijest
Ideja o eBay-u počela je 1995. godine, kada je Pierre Omidyar napravio web site originalno nazvan “AuctionWeb” i na njemu objavio kako stavlja na aukciju pokvareni laser. Nije očekivao kako će uopće prodati laser, ali on je postigao cijenu od 14,83 $.
Uskoro je nastao eBay, skraćeno od “Echo Bay” i 1998. godine www.ebay.com je krenuo u javnost.

## Aukcije
Auction-style – dopušta prodavaču da ponudi jednu ili više stvari za prodaju na određen broj dana. 
Fixed Price – dopušta prodavaču da ponudi jednu ili više stvari na prodaju po “buy it now” cijeni. Kupci koji pristanu platiti tu cijenu automatski “pobjeđuju” na toj aukciji.
Dutch Auctions – prodavač može ponuditi dvije ili više identičnih stvari u istoj aukciji. Kupci se mogu natjecati za totalni broj ponuđenih stvari.  

## Podrška
eBay je razvio efikasnu online podršku i svoje korisnike upućuje na učlanjenje u svoj PayPal sistem koji predstavlja najsigurniji i najbrži način plaćanja diljem svijeta. eBay kupci i prodavatelji putem PayPala uživaju sto postotnu zaštitu od eventualnih prijevara, a ako kupac ne primi od prodavatelja kupljenu stvar, PayPal vraća novac za plaćenu stvar i poštarinu. 
Sustav PayPal međutim nije u potpunosti iskoristiv zbog toga što ne omogućuje naplatu i prodaju u brojnim zemaljama, ali od 10.3.2011. članovima eBaya iz Hrvatske omogućena je, osim plaćanja, i naplata njihovih prodanih stvari putem sustava PayPal.

## Prijevare
Prijevare su vrlo rijetke upravo zato što eBay stalno razvija nove programe zaštite svoje zajednice, a eventualne prijevare u pravilu se događaju od tek učlanjenih sudionika koji nemaju dovoljan broj prodanih, odnosno kupljenih, stvari, odnosno nemaju visokopostotni pozitivni feedback. Članovi početnici nemaju jasnu viziju i stav što zapravo žele i očekuju od eBaya, a takvi članovi nerijetko uopće niti nemaju raspoloživ novac da kupljenu stvar uopće i plate.
Prva i osnovna stvar je da iskusni eBay članovi kupuju od članova koji imaju vrlo velik broj prodanih stvari, odnosno visokopostotni pozitivni feedback. Član koji ima loš feedback nije poželjan u eBay zajednici i svaki član koji sumnja u njegovu poslovnost može ga prijaviti eBayu i eBay će ga sankcionirati. Članovima koji više puta pobjede na aukcijama, a ne plate te stvari, prodavatelj će poslati Unpaid item strike što na kraju rezultira suspendiranjem s eBaya.
Nakon svake transakcije, i kupac i prodavač imaju mogućnost ocijeniti jedan drugoga, te na taj način pridonose sigurnosti eBay zajednice. Kupci odnosno prodavatelji mogu ostaviti “pozitivnu”, “negativnu” ili “neutralnu” ocjenu s komentarom.

## Zabranjene stvari
- duhanski proizvodi
- alkohol
- droga
- nacističko znakovlje
- bootleg (neautorizirane snimke koncerata)
- oružje i streljivo
- učiteljska izdanja udžbenika
- ljudski organi
- lutrijski listići
- pornografija
- itd.

## Vanjske poveznice
- Službena stranica